# ピー・ウィー・マーケット
ウィリアム・クレイトン・"ピー・ウィー"・マーケット (William Crayton "Pee Wee" Marquette) は、ニューヨークのジャズ・クラブ、バードランドの元司会者。アラバマ州モンゴメリー生まれ。マーケットは、身長が4フィート（およそ122cm）に満たず、おそらくは3フィート8インチ（およそ114cm）ほどであった。彼の声は、アート・ブレイキーの1954年のアルバム『バードランドの夜 Vol.1 (A Night at Birdland Vol. 1)』のイントロダクションで聴くことができる。ブレイキーがバードランドで録音した他のアルバムの中にも、『アット・ザ・ジャズ・コーナー・オブ・ザ・ワールド (At the Jazz Corner of the World)』（1959年）や『雨月 (Ugetsu)』（1963年）のようにマーケットの声を記録したものがある。
マーケットは意地が悪く、強要といえるほど強引に「チップ」を求めたという。彼の遣り口については、ボビー・ハッチャーソンがインタビューで説明している。ハッチャーソンによれば、彼が初めてバードランドへ出向いたとき、マーケットがいきなり、お前は要らないから、「荷物をまとめて出てけ」と言い放ったという。ハッチャーソンは演奏するように頼まれて来たのであり、そんな筋合いはなかったが、マーケットの振る舞いのために、ハッチャーソンの最初の晩の演奏は困難なものとなった。マーケットは、わざとハッチャーソンの名を呼び間違えて恥をかかせたり、葉巻の煙を吹きかけたりして、ハッチャーソンをさらに苛立たせた。しかし、ひとたび「チップ」を受け取ると、名前を正確に呼ぶようになった。これは、ハッチャーソンのパターンだったが、他のミュージシャンも同じように、人前で恥をかかされないためには、金を出さざるを得なかったという話がある。おそらくは、このために、あるいは、時代の制約もあり、マーケットを知るミュージシャンたちの大部分は、彼のことを「ミゼット」（小人症の人物を侮蔑する言葉）と言及していた。
バードランドにいた時期より後のマーケットについては、ほとんど知られていない。1985年には、『レイト・ショー・ウィズ・デイヴィッド・レターマン』に出演し、ジャズ・クラブにおける思い出について語った。
マーケットの声は、クインシー・ジョーンズのアルバム『Back on the Block』に収録された「Birdland」の冒頭と末尾で、また、US3のヒット曲「Cantaloop (Flip Fantasia)」の冒頭にも、聴くことができる。